# Nationalratswahlkreis Bern-Südjura
Der Nationalratswahlkreis Bern-Südjura war ein Wahlkreis bei Wahlen in den Schweizer Nationalrat. Er bestand von 1890 bis 1919 (Einführung des heute üblichen Proporzwahlrechts) und umfasste ein Gebiet im Norden des Kantons Bern.

## Wahlverfahren
Hierbei handelte es sich um einen Pluralwahlkreis. Dies bedeutet, dass zwar mehrere Sitze zu verteilen waren, jedoch das Majorzwahlrecht zur Anwendung gelangte. Im Sinne der romanischen Mehrheitswahl benötigte ein Kandidat die absolute Mehrheit der Stimmen, um gewählt zu werden. Zur Verteilung aller Sitze waren unter Umständen mehrere Wahlgänge notwendig. Jeder Wähler hatte so viele Stimmen, wie Sitze zu vergeben waren.

## Bezeichnung und Sitzzahl
Bern-Südjura ist eine inoffizielle geographische Bezeichnung. Im amtlichen Gebrauch üblich war eine über die gesamte Schweiz angewendete fortlaufende Nummerierung, geordnet nach der Reihenfolge der Kantone in der schweizerischen Bundesverfassung. Bern-Südjura trug zunächst die Nummer 10, ab 1911 die Nummer 11.
Aufgrund der stagnierenden Bevölkerungszahl hatte Bern-Südjura stets 3 Sitze zur Verfügung.

## Ausdehnung

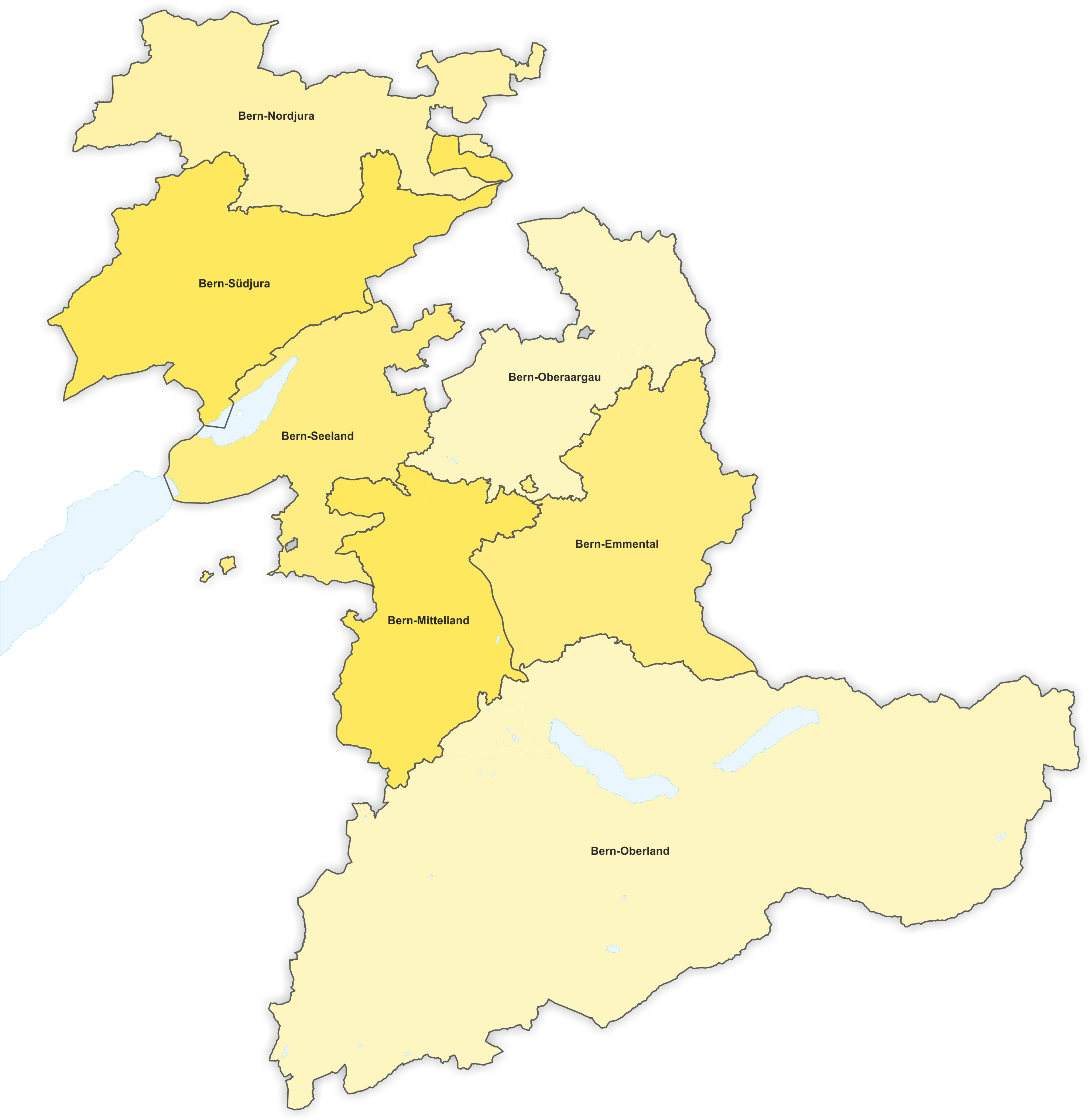
Wahlkreise Kanton Bern 1890–1911

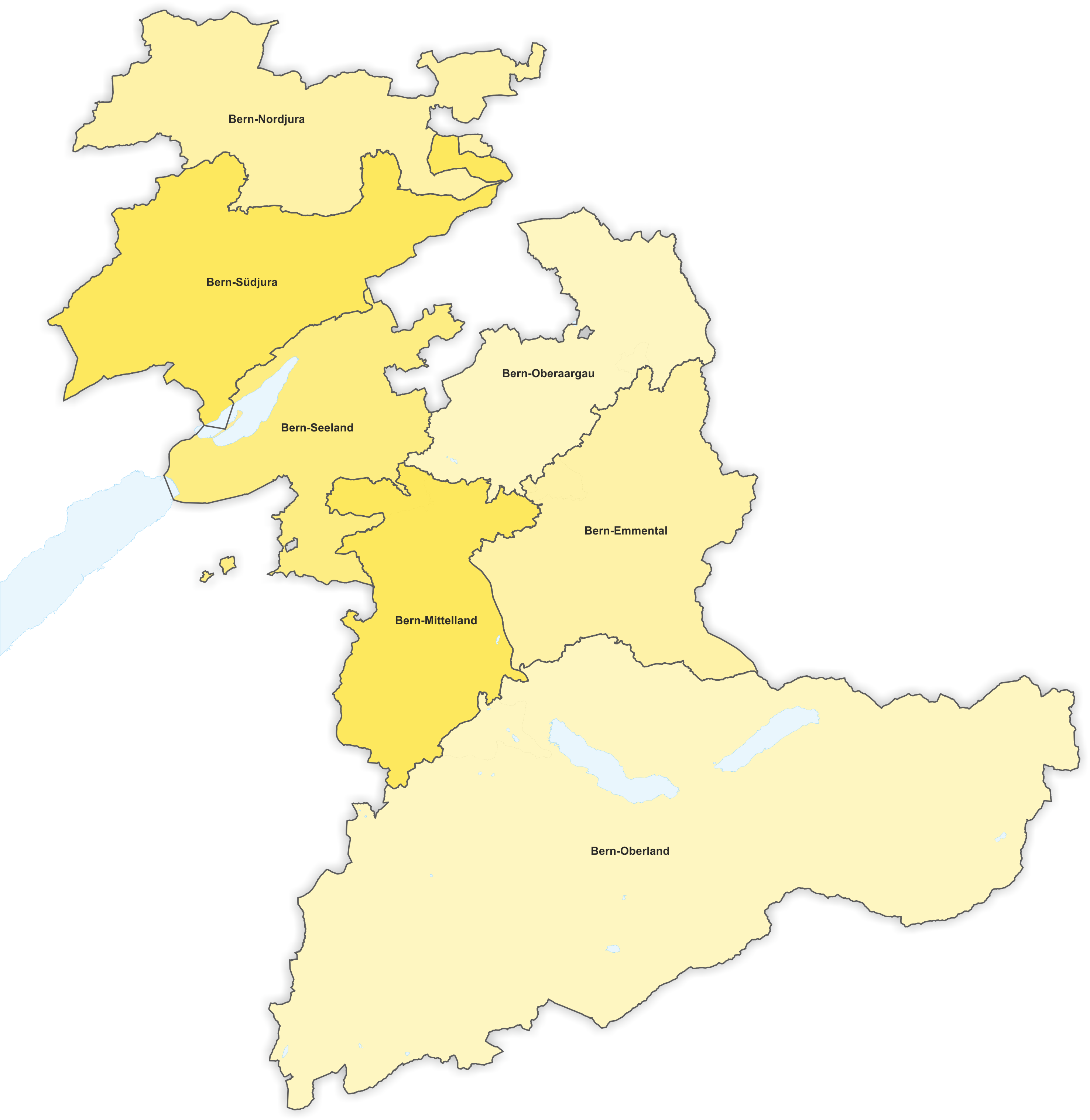
Wahlkreise Kanton Bern 1911–1919

Das Gebiet des Wahlkreises wurde am 20. Juni 1890 mit dem «Bundesgesetz betreffend die Wahlen in den Nationalrat» festgelegt. Dabei trennte man den bisherigen Wahlkreis Bern-Jura in zwei Teile. Der neu geschaffene Wahlkreis Bern-Südjura umfasste:
- den Amtsbezirk Courtelary
- den Amtsbezirk Franches-Montagnes
- den Amtsbezirk La Neuveville
- den Amtsbezirk Moutier

Aufgrund des komplizierten Grenzverlaufs des Amtsbezirks Moutier gab es eine Exklave mit den Gemeinden Corban, Courchapoix, Mervelier und Schelten, die vom Gebiet des Wahlkreises Bern-Nordjura umgeben war.
1919 wurden die sieben Berner Wahlkreise zum heute noch bestehenden Nationalratswahlkreis Bern zusammengelegt, in welchem das Proporzwahlrecht gilt.

## Nationalräte
- G = Gesamterneuerungswahl
- E = Ersatzwahl bei Vakanzen

| Datum                 | Wahl | Gewählte | Gewählte                                         | Partei |
| --------------------- | ---- | -------- | ------------------------------------------------ | ------ |
| 26.10.1890            | G    |          | Albert Gobat, Pierre Jolissaint, Joseph Stockmar | FL     |
|                       |      |          |                                                  |        |
| 29.10.1893            | G    |          | Albert Gobat, Pierre Jolissaint, Joseph Stockmar | FL     |
|                       |      |          |                                                  |        |
| 10.05.1896            | G    |          | Albert Gobat, Virgile Rossel, Joseph Stockmar    | FDP    |
|                       |      |          |                                                  |        |
| 28.02.1897            | E    |          | Louis Péteut                                     | LM     |
|                       |      |          |                                                  |        |
| 29.10.1899 21.01.1900 | G    |          | Albert Gobat, Albert Locher, Virgile Rossel      | FDP    |
|                       |      |          |                                                  |        |
| 22.06.1902            | E    |          | Louis Joliat                                     | FDP    |
|                       |      |          |                                                  |        |
| 26.10.1902            | G    |          | Albert Gobat, Albert Locher, Virgile Rossel      | FDP    |
|                       |      |          |                                                  |        |
| 29.10.1905            | G    |          | Albert Gobat, Albert Locher, Virgile Rossel      | FDP    |
|                       |      |          |                                                  |        |
| 25.10.1908            | G    |          | Albert Gobat, Albert Locher, Virgile Rossel      | FDP    |
|                       |      |          |                                                  |        |
| 29.10.1911            | G    |          | Albert Gobat, Albert Locher, Virgile Rossel      | FDP    |
|                       |      |          |                                                  |        |
| 28.04.1912            | E    |          | Robert Savoye                                    | FDP    |
|                       |      |          |                                                  |        |
| 17.05.1914            | E    |          | Émile Ryser                                      | SP     |
|                       |      |          |                                                  |        |
| 25.10.1914            | G    |          | Albert Locher, Robert Savoye                     | FDP    |
| 25.10.1914            | G    |          | Émile Ryser                                      | SP     |
|                       |      |          |                                                  |        |
| 28.10.1917            | G    |          | Xavier Jobin                                     | KVP    |
| 28.10.1917            | G    |          | Achille Grospierre, Émile Ryser                  | SP     |

## Quelle
- Erich Gruner: Die Wahlen in den Schweizerischen Nationalrat 1848–1919. Band 3. Francke Verlag, Bern 1978, ISBN 3-7720-1445-3.